# Percy Courtman
Percy Courtman (Chorlton-cum-Hardy, Mánchester; 14 de mayo de 1888-Neuville-Bourjonval, Paso de Calais, 2 de junio de 1917) fue un nadador británico especializado en pruebas de estilo braza, donde consiguió ser medallista de bronce olímpico en 1912 en los 400 metros.
Murió en Francia, en una batalla durante la Primera Guerra Mundial.

## Carrera deportiva
En los Juegos Olímpicos de Estocolmo 1912 ganó la medalla de bronce en los 400 metros estilo braza con un tiempo de 6:36.4 segundos, tras el alemán Walter Bathe (oro con 6:29.6 segundos) y el sueco Thor Henning.